# Pachycerianthus solitarius
Espèce
Pachycerianthus solitarius est une espèce de la famille des Cerianthidae.

## Systématique
Le nom valide complet (avec auteur) de ce taxon est Pachycerianthus solitarius (Rapp, 1829).
L'espèce a été initialement classée dans le genre Tubularia sous le protonyme Tubularia solitaria Rapp, 1829.
Pachycerianthus solitarius a pour synonymes :
- Cerianthus brerae Delle Chiaje, 1841
- Cerianthus solitarius (Rapp, 1829)
- Edwardsia vestita Forbes, 1843
- Tubularia solitaria Rapp, 1829

## Publication originale
- Rapp, W. (1828). Ueber den Bau einiger Polypen des mittelländichen Meeres. Nova Acta Academiae Caesareae Leopoldino-Coralinae Naturae Curiosorum. 14: 653-658.